# 克勒什塞高帕蒂
克勒什塞高帕蒂，是匈牙利豪伊杜-比豪尔州所辖的一个村。总面积45.85平方公里，总人口892，人口密度19.5人/平方公里（2011年1月1日）。